# 에콰도르주머니날개박쥐
에콰도르주머니날개박쥐(Balantiopteryx infusca)는 대꼬리박쥐과에 속하는 박쥐의 일종이다. 콜롬비아와 에콰도르에서 발견된다. 국제 자연 보전 연맹(IUCN) 적색 목록에 의하면, "멸종위기종"으로 등록되었으며 삼림 벌채를 통한 서식지 파괴때문에 개체수가 감소 추세를 보이고 있다.

## 분류학
에콰도르주머니날개박쥐는 토마스주머니날개박쥐(Balantiopteryx io)의 자매종이다. 아종은 없다.

## 특징
토마스주머니날개박쥐(Balantiopteryx io)보다 크고, 회색주머니날개박쥐(Balantiopteryx plicata)보다는 작다. 회색주머니날개박쥐의 흰색 장식이 없으며, 색은 더 진하다.

## 서식지 및 습성
동굴 입구와 폐광 그리고 바위틈에서 발견된다. 빛이 풍부한 지역에서 사는 것을 좋아한다. 사회적 동물로 무리를 이루어 서식한다. 식충성 동물이다.